# John C. Calhoun
John Caldwell Calhoun, ameriški odvetnik in politik, * 18. marec 1782, Abbeville, Južna Karolina, † 31. marec 1850, Washington, D.C.
Calhoun je bil podpredsednik ZDA (1825-1832); bil je prvi ameriški rojeni podpredsednik. Poleg tega je bil kongresnik ZDA iz Južne Karoline (1811-1817), sekretar vojne ZDA (1817-1825), senator ZDA iz Južne Karoline (1832-1843), sekretar države ZDA (1844-1845) in ponovno senator ZDA iz Južne Karoline (1845-1850).